# Єльський університет

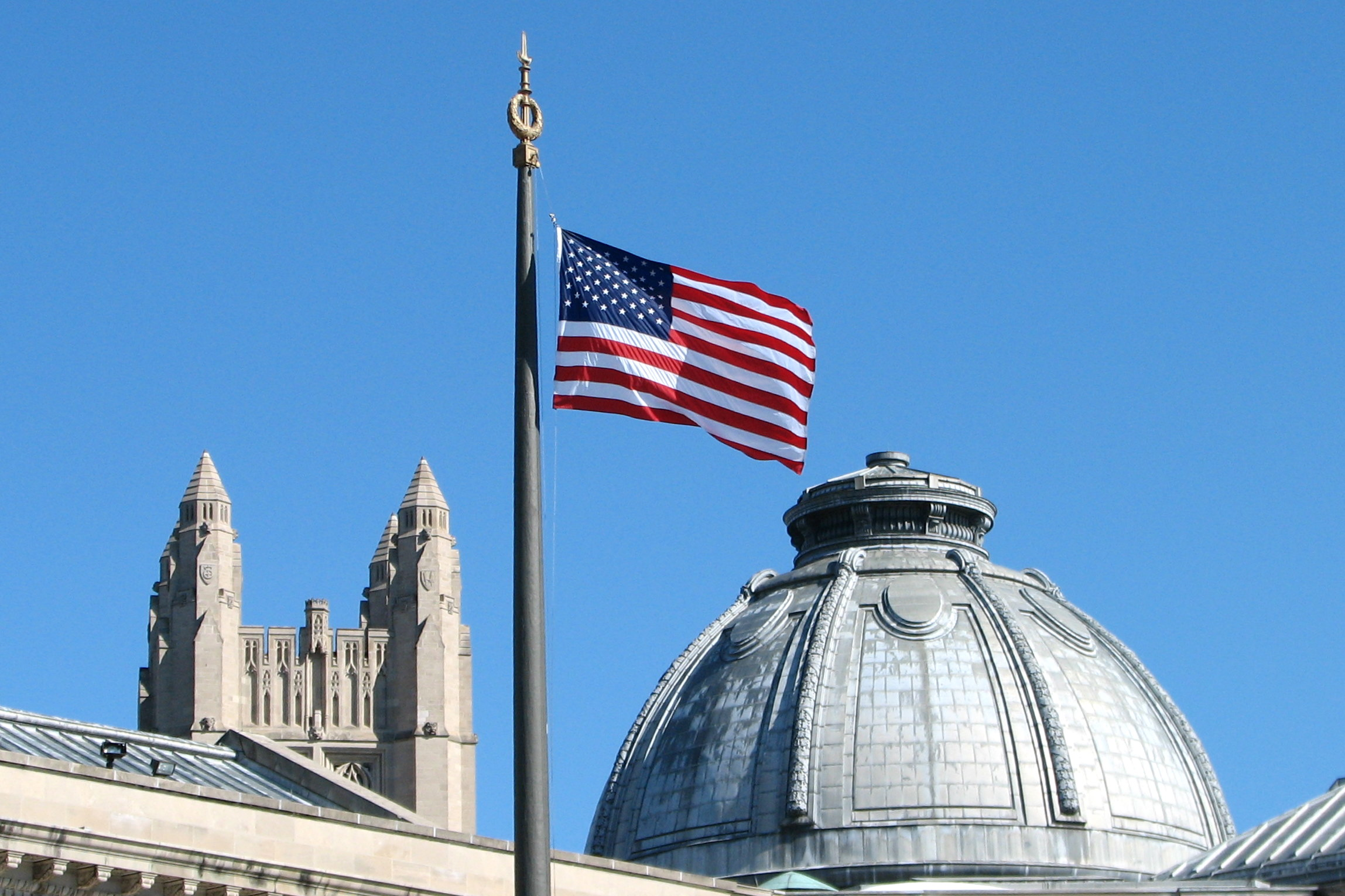
Прапор США над університетом

Є́льський університе́т (англ. Yale University) — один із найстаріших та найпрестижніших американських університетів, заснований Еліу Єлем.
Розташований у місті Нью-Гейвен, штат Коннектикут (США). Приватний дослідницький університет США, третій з дев'яти колоніальних коледжів, заснованих до Війни за незалежність. Входить в «Лігу плюща», разом з Гарвардським і Принстонським університетами складає так звану «Велику трійку»

## Історія університету
Заснований 1701 року на кошти англійського купця та філантропа Еліу Єля як пуританська школа.
З 1714 року в Нью-Гейвені.
З 1718 року під назвою Єльський коледж.
1886 року надано статус університету.
Витоки історії Єля сягають діяльності священиків-колоністів 1640 року. Ідеї, які лежали в основі системи навчання університету, нагадують традиції і принципи навчання в середньовічних Європейських університетах, а також академіях Греції та Риму, де вперше був розроблений метод ліберального навчання.
Засновники Єльського університету користувались принципом колегіальності. В той час, як у великій частині Європи та Шотландії коледжі не передбачали проживання студентів на їхній території, засновники Єля хотіли створити коледж-гуртожиток, де студенти могли б вчитися один у одного, проживаючи разом на території університету. 1700 року десять священиків зібрались в Бренфорді, штат Коннектикут, для того, щоб обговорити створення нового коледжу. 1701 року, отримавши хартію від колоніальної Генеральної Асамблеї, вони офіційно розпочали роботу над створенням Колегіальної Школи, як тоді називався Єльський університет.
У 2006 році Єльський університет і Пекінський університет заснували спільну бакалаврську програму в Пекіні, програму обміну. У липні 2012 року програму Єльського університету було припинено через низьку зацікавленість та участь у програмі.
У серпні 2013 року нове партнерство з Національним університетом Сінгапуру привело до відкриття Yale-NUS коледжу в Сінгапурі.
У 2025 році університет був оголошений «небажаною організацією» у Росії.

## Найвідоміші випускники
Серед випускників — Вільям Лівінгстон, Вільям Семуел Джонсон, Джордж Буш-старший, Джордж Буш-молодший, Білл Клінтон, Гілларі Клінтон, Алан Костелецький, Джеремі Стронг та багато інших впливових діячів політики, бізнесу, культури.
З вересня 2002 року — по червень 2003 року, стипендіатом Програми Фулбрайта в Школі права Єльського університету (Yale Law School) був Сергій Головатий.
Учасниками програми Yale World Fellows були українці Ігор Шевченко (2006), Андрій Шевченко та Святослав Вакарчук (2008).